# L'Atlantide (film, 1932)
Pour les articles homonymes, voir Atlantide (homonymie).
Pour plus de détails, voir Fiche technique et Distribution.
L'Atlantide est un film germano-français réalisé par Georg Wilhelm Pabst, sorti en 1932, et tiré du roman homonyme, L'Atlantide de Pierre Benoit. Il a été tourné en trois versions, toutes trois par le même réalisateur : une en allemand, Die Herrin von Atlantis (littéralement « La Maîtresse de l'Atlantide »), une deuxième en français, L'Atlantide, et une troisième en anglais, The Mistress of Atlantis (littéralement « La Maîtresse de l'Atlantide). Certains acteurs comme Brigitte Helm ont tenu leur rôle dans les trois versions, alors que d'autres personnages ont été interprétés par des comédiens différents.

## Synopsis
Deux officiers explorent le Hoggar, persuadés que l'Atlantide se trouve en plein désert. Ils tombent dans une embuscade. Le lieutenant de Saint-Avit se réveille dans une ville inconnue, cherche le capitaine Morhange et tombe sous le charme de la reine Antinéa, qui le retient prisonnier.

## Fiche technique

### Fiche technique commune aux trois versions
- Réalisation : Georg Wilhelm Pabst
- Adaptation : Alexandre Arnoux et Ladislaus Vajda d'après l'œuvre de Pierre Benoit
- Musique : Wolfgang Zeller
- Montage : Jean Oser (aussi crédité Hans Oser)
- Sociétés de production : Nero-Film AG et Societé internationale cinématographique
- Pays d'origine :  République de Weimar et  France
- Lieux de tournage : Touggourt et Ouargla en Algérie
- Genre : fantastique

### Version française
- Titre : L'Atlantide
- Assistant réalisateur : Pierre Ichac et Herbert Rappaport
- Dialogue : Jacques Deval
- Photographie : Joseph Barth et Eugen Schüfftan
- Format : noir et blanc - 1,33:1 - Mono - 35 mm
- Durée : 89 minutes
- Date de sortie : 10 juin 1932 (France)

### Version allemande
- Titre : Die Herrin von Atlantis
- Réalisation : Georg Wilhelm Pabst
- Adaptation : Hermann Oberländer
- Format : noir et blanc - 1,37:1 - Mono - 35 mm
- Durée : 87 minutes
- Date de sortie : 6 septembre 1932 (Allemagne)

### Version anglaise
- Titre : The Mistress of Atlantis
- Réalisation : Georg Wilhelm Pabst
- Dialogue : Miles Mander
- Format : noir et blanc - 1,37:1 - Mono - 35 mm
- Durée : 81 minutes
- Dates de sortie : 25 décembre 1932 (Royaume-Uni), 1939 (États-Unis)

## Distribution

### Version française
- Brigitte Helm : Antinéa
- Jean Angelo : Capitaine Morhange
- Pierre Blanchar : Lieutenant de Saint-Avit
- Georges Tourreil : Lieutenant Ferrières
- Florelle : Clémentine
- Mathias Wieman : Ivar Torstenson
- Vladimir Sokoloff : l'hetman de Jitomir
- Jacques Richet : Jean Chataignier

### Version allemande
- Brigitte Helm : Antinéa
- Gustav Diessl : Capitaine Morhange
- Heinz Klingenberg (en) : Lieutenant de Saint-Avit
- Georges Tourreil : Lieutenant Ferrières
- Florelle : Clementine
- Mathias Wieman : Ivar Torstenson
- Vladimir Sokoloff : L'Hetman de Jitomir
- Tela Tschai : Tanit Serga

### Version anglaise
- Brigitte Helm : Antinea
- Gustav Diessl : Capitaine Morhange
- John Stuart : Lieutenant de Saint-Avit
- Tela Tschai : Tanit Serga
- Gibb McLaughlin (en) : Count Bielowsky
- Mathias Wieman : Torstensen
- Florelle : Clementine